# Viaggio in Barberia
(Viaggio in Barberia, Capitolo II, Ragazzi di Tripoli)
Viaggio in Barberia è un reportage di viaggio scritto da Luciano Bianciardi nel 1968 e pubblicato nel 1969.
Su proposta del periodico L'Automobile e della Fiat, lo scrittore Luciano Bianciardi intraprende un viaggio nel Maghreb, con il compito di scrivere un reportage di viaggio. Bianciardi è accompagnato dalla compagna Maria Jatosti, il figlio Marcello e il fotografo Ovidio Ricci con la moglie, e insieme attraversano ottomila chilometri di Nordafrica, da Tripoli a Marrakech, e poi il ritorno ad Algeri, su una Fiat 125.
Grazie alle digressioni, reminiscenze, riflessioni ironiche o autoironiche dell'autore, il libro Viaggio in Barberia unisce il genere del reportage di viaggio alla saggistica sociologica.

## Edizioni
- Luciano Bianciardi, Viaggio in Barberia, con ventotto tavole fotografiche di Ovidio Ricci, Libri dell'Automobile. Viaggi, Editrice dell'Automobile, Roma, 1969.
- Luciano Bianciardi, Viaggio in Barberia, con fotografie di Ovidio Ricci e prefazione di Bruno Gambarotta, Viaggi e Avventura, EDT, 1997.
- Luciano Bianciardi, Viaggio in Barberia, con fotografie di Ovidio Ricci, Aquiloni, EDT, 2003,  p. 110.